# Кёйп, Альберт
Альберт Якобс Кёйп (нидерл. Aelbert, Aelbrecht Jacobsz Cuyp, Cuijp; 20 октября 1620, Дордрехт — 15 ноября 1691, Дордрехт) — голландский живописец пейзажного и анималистического жанров Золотого века голландский живописи, рисовальщик и гравёр, мастер офорта. Сын живописца-портретиста Якоба Герритса Кёйпа. Его именем назван старинный уличный рынок в Амстердаме.

## Жизнь и творчество
Альберт Кёйп был единственным ребёнком Якоба Герритса Кёйпа, живописца портретного жанра. Дед и дядя Альберта также были художниками — живописцами по стеклу, мастерами церковных витражей. Вероятно, именно у отца Альберт обучался живописи, а в начале 1640-х годов отец и сын совместно работали над заказами: Якоб писал портреты, а Альберт дополнял их пейзажным фоном.
Большую часть своей жизни Альберт жил и работал в доме «Huis Samson» на улице Вейнстраат в Дордрехте. В 1658 году он женился на Корнелии Босхман, вдове Йохана ван ден Корпута с тремя детьми. К тому времени Альберт Кёйп уже создавал самостоятельные произведения. Трудно сказать, были ли у Альберта другие учителя. Версия, что пейзажной живописи художник обучался у ван Гойена, подтверждений не нашла. Во всяком случае, творчество последнего заметно отразилось на произведениях Альберта Кёйпа, в особенности ранних.
Кёйп проявил себя в самых разных жанрах живописи, писал картины на библейские, мифологические и исторические сюжеты, натюрморты, портреты (последние свидетельствуют о несомненном влиянии на него Рембрандта), но славу ему принесли именно пейзажи. До начала 1640-х годов, в период, вошедший в историю искусства как «тональная живопись», художник писал чаще всего картины малого формата, главная тема которых — виды родной Голландии, с фигурами и животными. В цветовой гамме преобладают охристые и зеленовато-коричневые цвета.
В середине 1640-х годов всё явственнее становится влияние утрехтского мастера Яна Бота. К этому времени Бот вернулся из Италии, привезя с собой стиль итальянской школы. Некоторые исследователи полагают, что Кёйп бывал в Утрехте и лично общался с Ботом, а через его произведения опосредованно познакомился с художественными открытиями великого французского пейзажиста Клода Лоррена. Вторая половина 1640-х и 1650-е гг. — время создания лучших картин Кёйпа. В этот период пишутся безмятежные виды берегов Мааса и Ваала возле Дордрехта, с лодками, плывущими по речной глади, стада, расположившиеся на отдых на фоне вечернего неба, рейнские ландшафты с группами всадников (Речной пейзаж с всадниками) или крестьян.
Художник прославился умением передавать свет и воздушную среду туманного утра, сияющего полдня, золотого вечера. Он с удовольствием запечатлевал теплоту летнего или осеннего неба, янтарную дымку, обволакивающую окрестные холмы, отражения в сонной воде. Солнечный свет на его полотнах разливается по картине, то и дело выхватывая какую-то небольшую деталь панорамы. Травинка, волосы конской гривы, рог склонившейся над ручьём коровы, шляпа крестьянина — всё купается в желтовато-охристом сиянии. Лучи света отражаются и преломляются предметами, словно гранями бриллианта, и сами предметы как будто растворяются в лучах света. Учителем Кёйпа в таких случаях являлась сама природа, и в изображении света Кёйп считается предшественником Вермеера. Иногда Кёйп писал море, и спокойное, и бурное, был одним из лучших в передаче лунного освещения в ночных пейзажах. Его композиции даны, как правило, с низкой точки зрения, создающей ощущение обширного пространства.
Деятельность Кёйпа протекала преимущественно в Дордрехте. После смерти отца в 1651 или 1652 году Альберт унаследовал значительное состояние и вошёл в число наиболее уважаемых горожан. Он был активным членом голландской реформатской церкви и занимал важные городские и церковные должности. В 1659 году он стал деканом реформатской общины, в 1682 вошёл в состав апелляционного суда.
Сохранилось мало сведений о деятельности мастерской Кёйпа. Известно, что его учеником был Барент ван Калрат, и, возможно, его брат, Абрахам ван Калрат, который настолько скрупулёзно следовал живописной манере Кёйпа, что позднее последнему приписывались многие картины Абрахама, тем более что инициалы в подписях на их произведениях идентичны: «А. К.».
Документальных свидетельств о том, что Кёйп куда-либо выезжал из Дордрехта, нет, но судя по местностям, изображённым на его пейзажах, он скорее всего путешествовал по Голландии, бывал в верхней части Рейна, возможно, в Вестфалии. В 1658 году художник женился на Корнелии Босман, богатой вдове военного моряка Йохана ван де Корпюта, происходившего из уважаемого в городе семейства. У жены к тому времени уже было трое детей, а годом позже она родила Альберту дочь. После женитьбы творческая деятельность Кёйпа практически сошла на нет — видимо, по причине активного участия в церковных делах (Корнелия была очень набожной), а может быть, из-за отсутствия финансовых трудностей. Жена умерла в 1689 году, и последний год своей жизни Кёйп жил у своей дочери и её мужа, владельца пивоваренного завода. Под конец жизни Кёйп создавал мало картин. Скончался в 1691 году, похоронен в августинской церкви в Дордрехте.

## Галерея

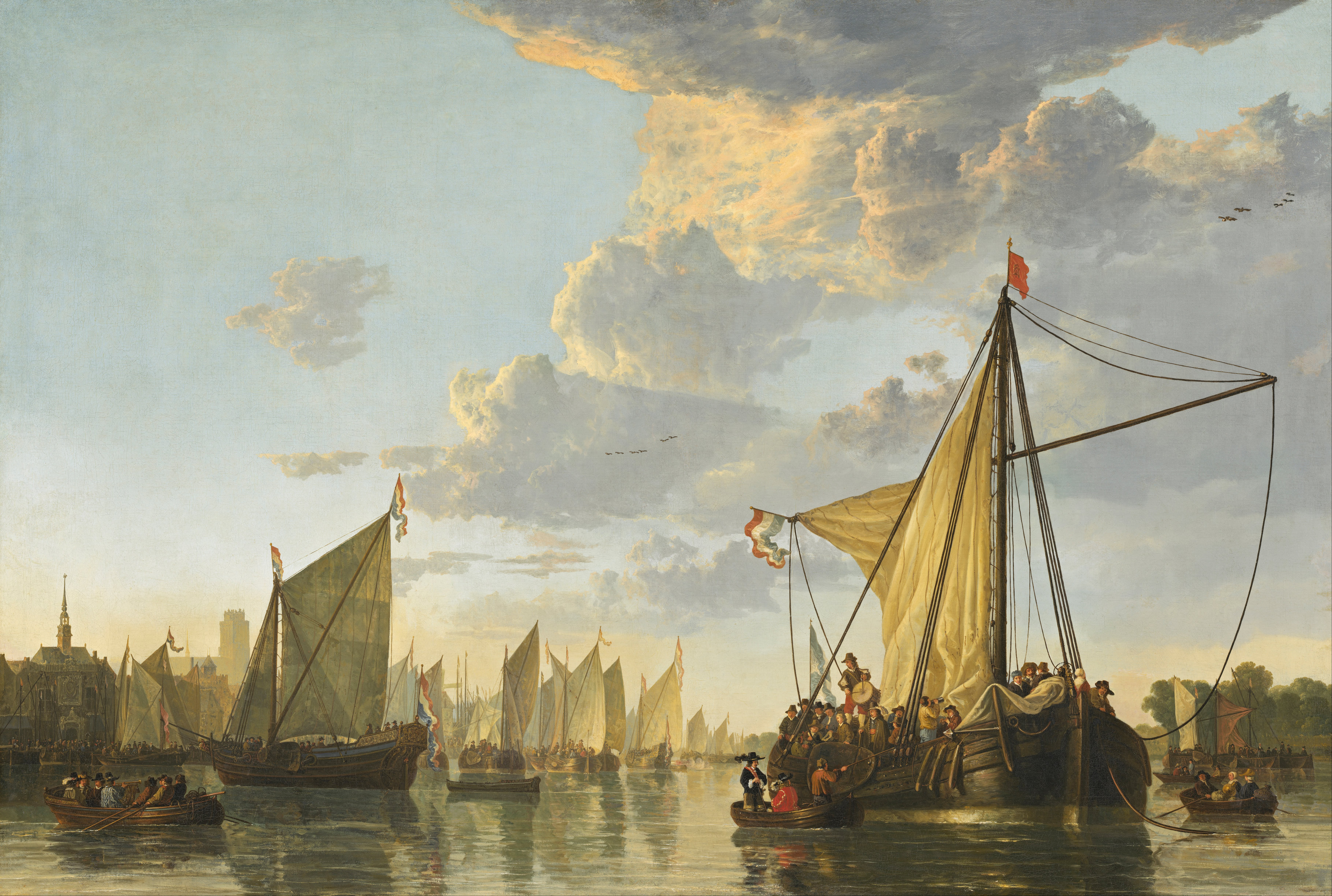
Маас в Дордрехте. 1650. Холст, масло. Национальная галерея искусства, Вашингтон
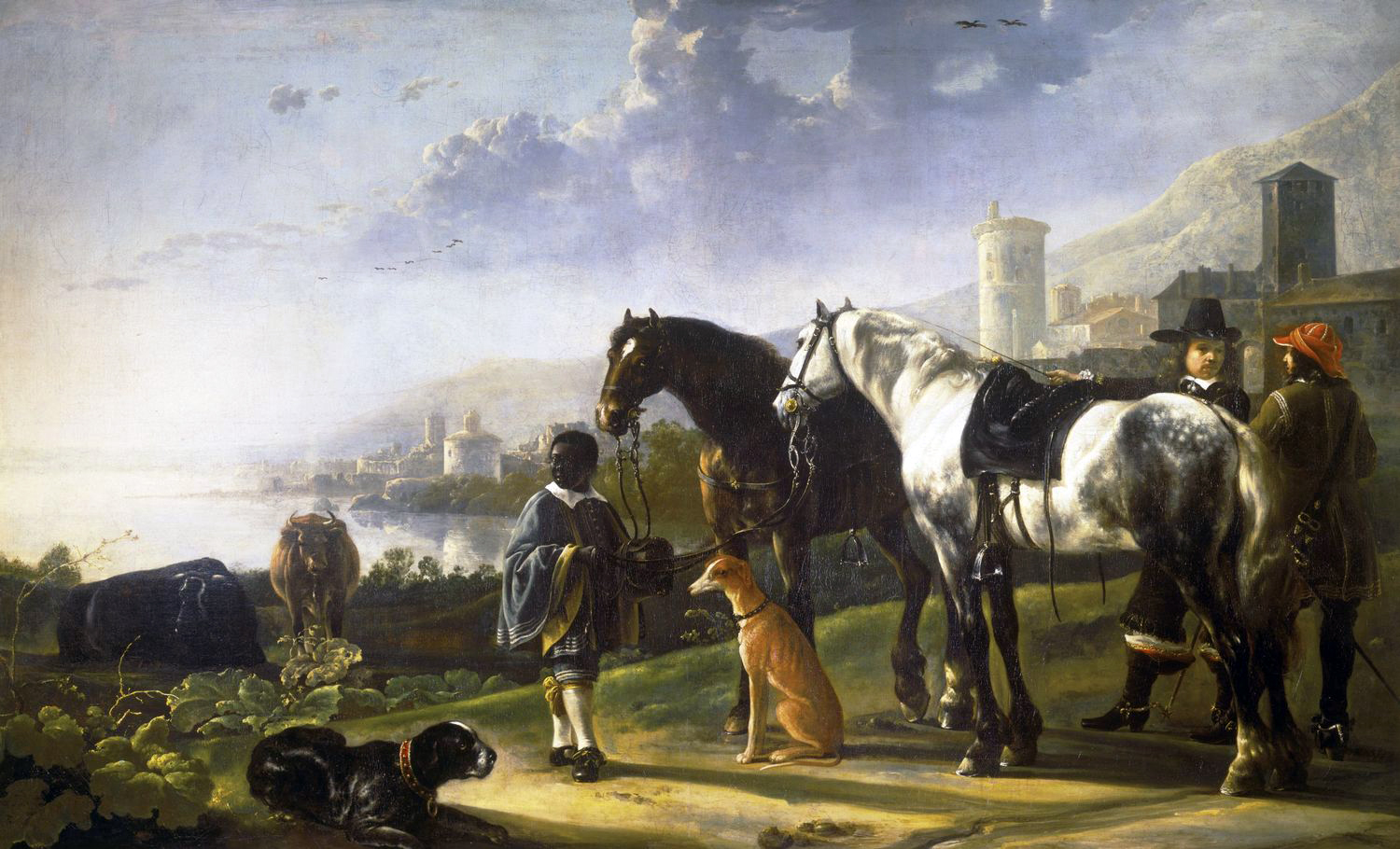
Страница с негритёнком и двумя лошадьми. Ок. 1652. Холст, масло. Королевская коллекция, Великобритания
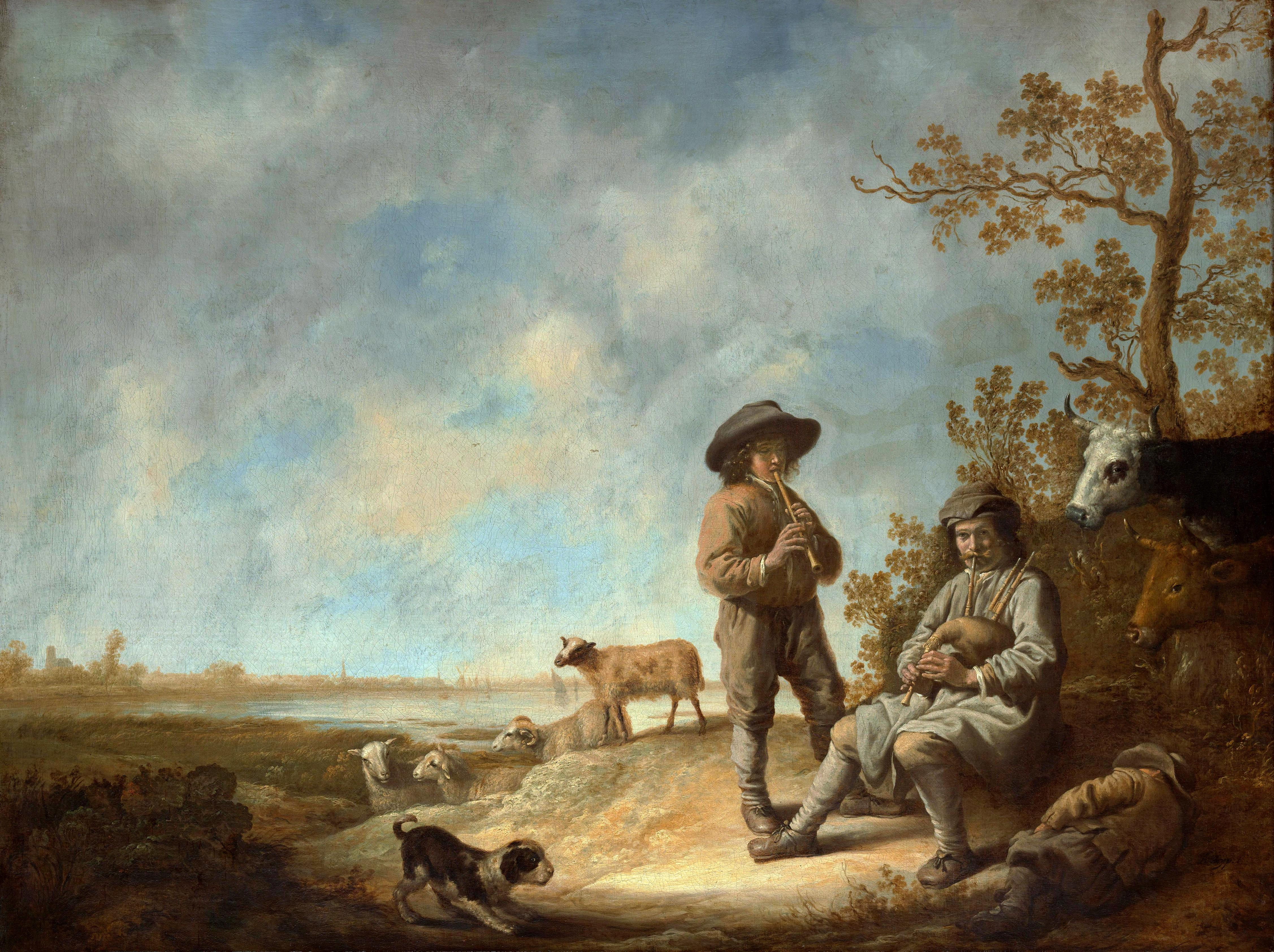
Играющие пастухи. Между 1643 и 1644. Холст, масло. Метрополитен-музей, Вашингтон
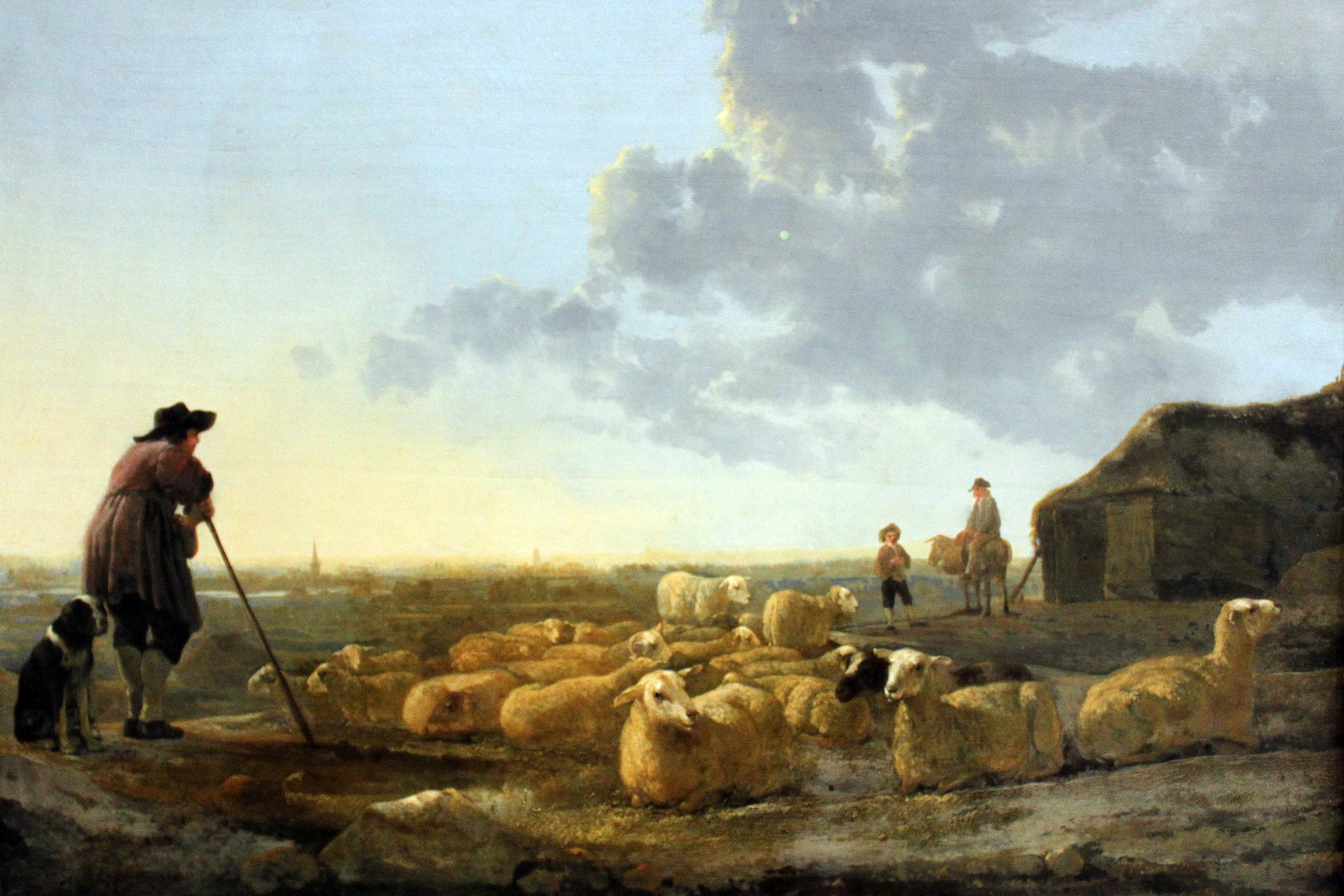
Стадо овец на пастбище. Между 1645 и 1655. Дерево, масло. Штеделевский художественный институт, Франкфурт-на-Майне
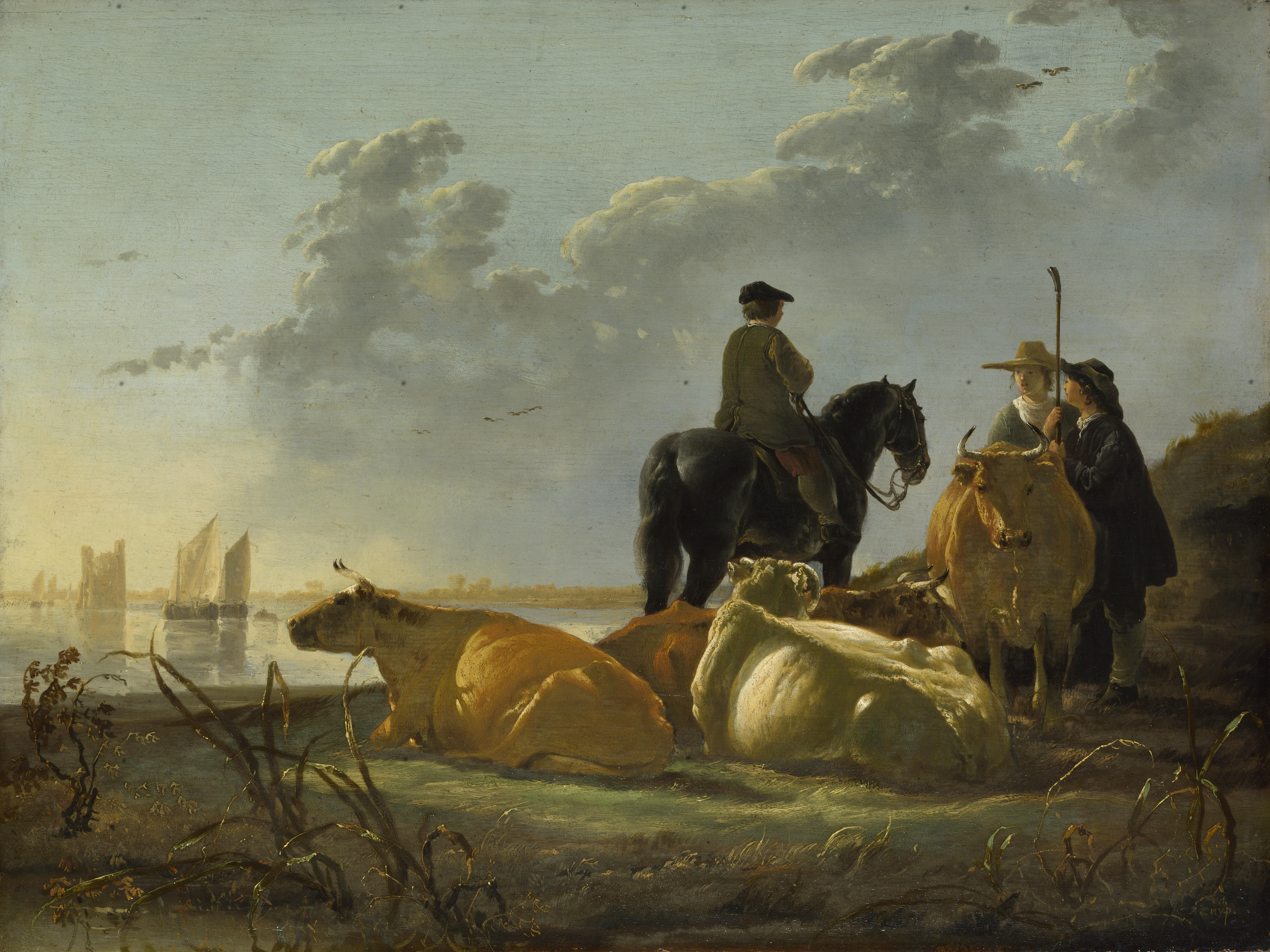
Крестьяне с четырьмя коровами у реки Мерведе. Между 1658 и 1660. Дерево, масло. Национальная галерея, Лондон
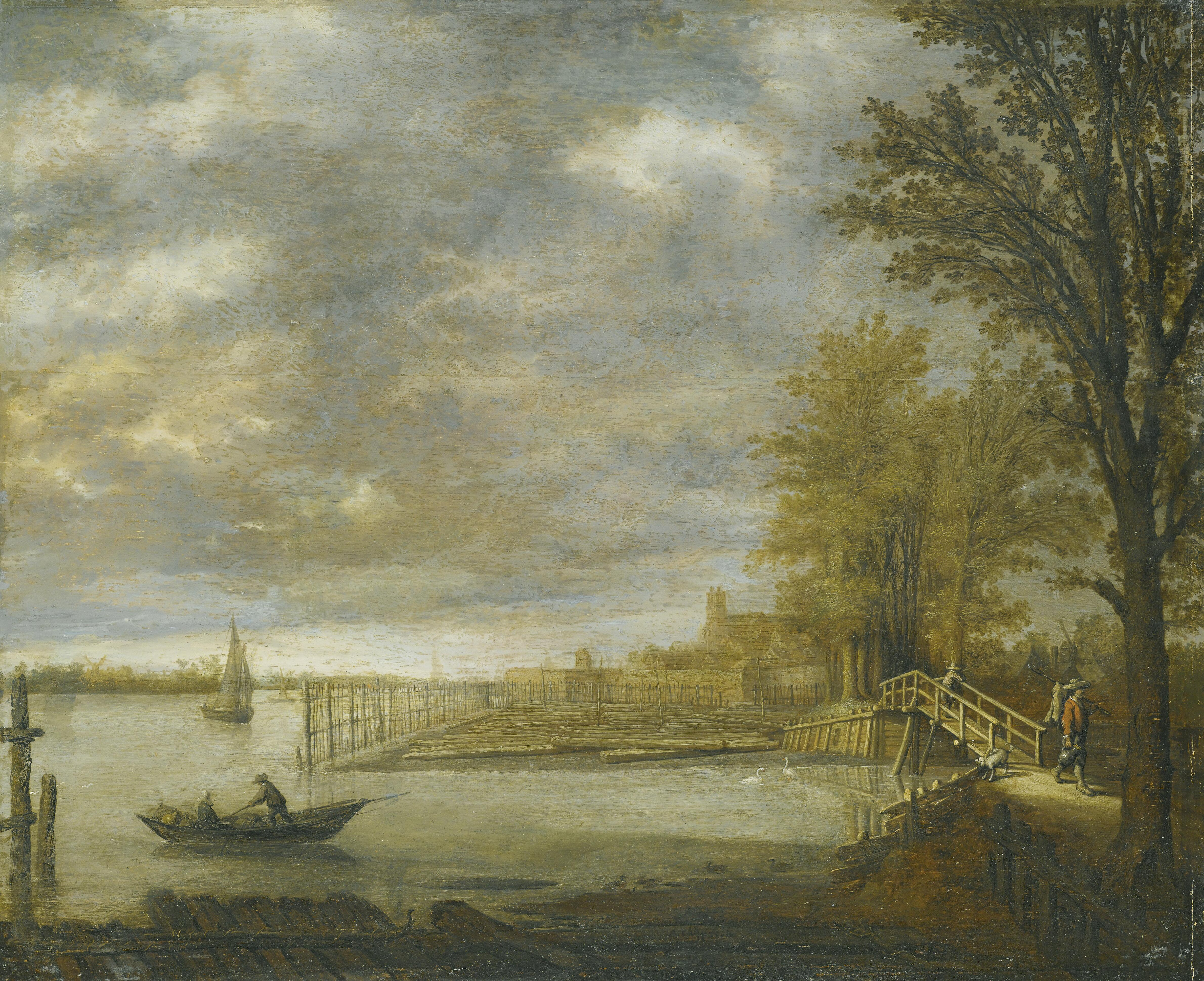
Вид на Дордрехт с юга, на переднем плане строительные склады. 1639. Дерево, масло. Частное собрание
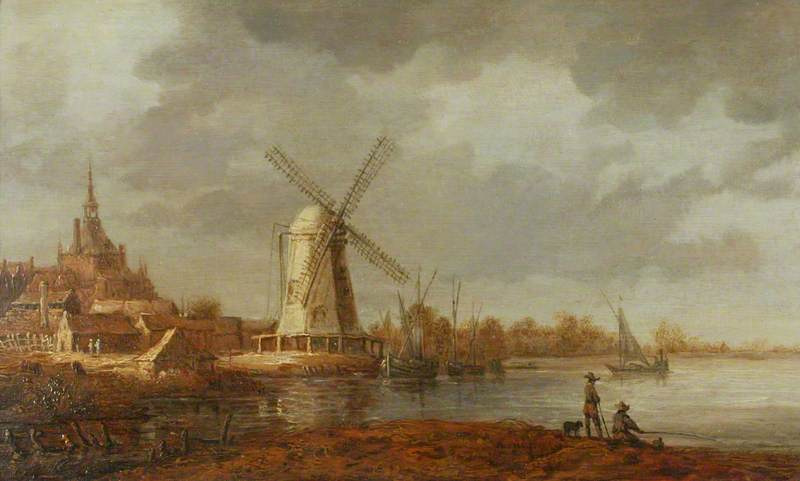
Речной пейзаж с видом на Дордрехт и ветряную мельницу. 1645. Дерево, масло. Художественная галерея, Манчестер
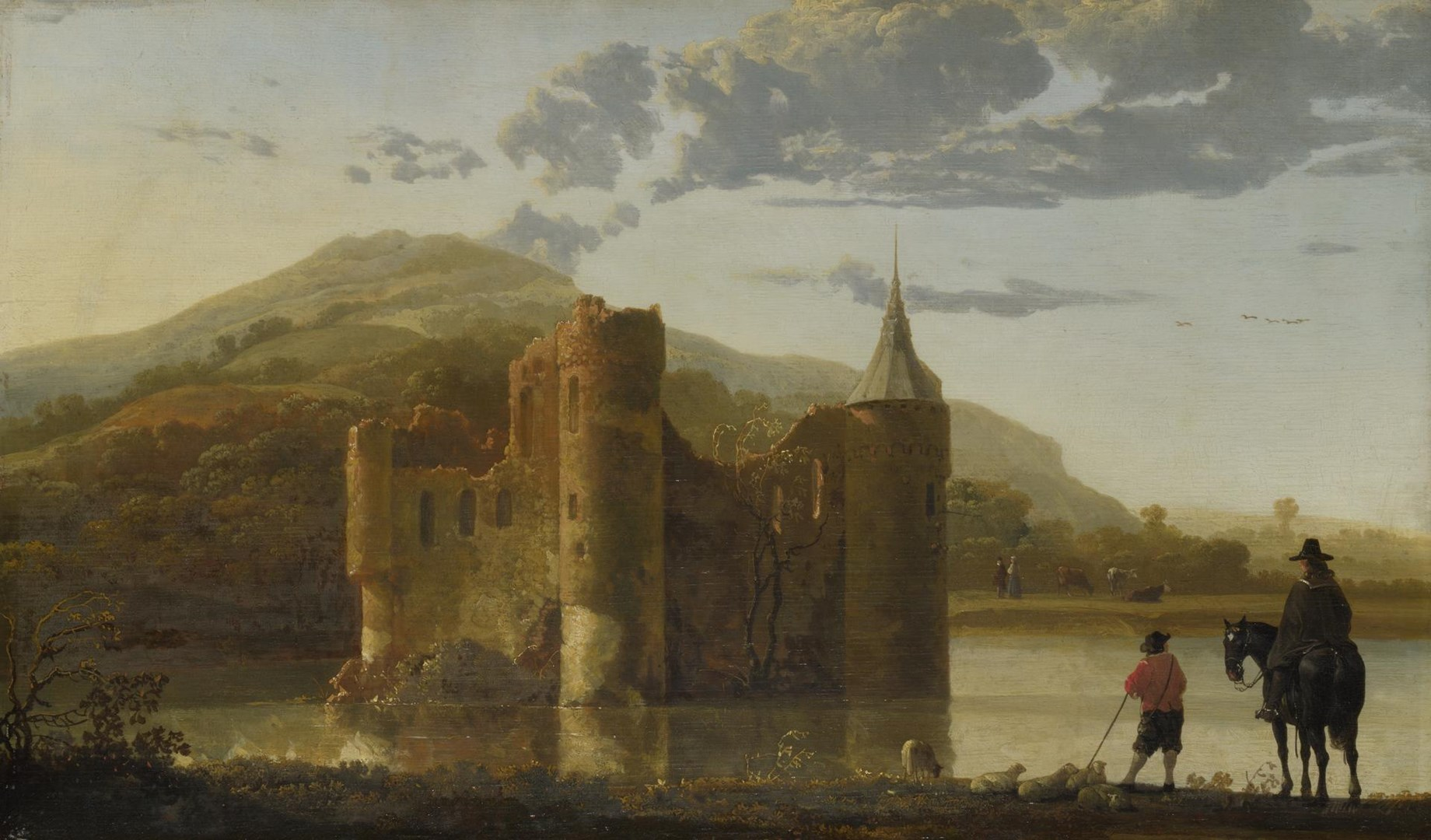
Замок Убберген. Ок. 1655. Дерево, масло. Национальная галерея, Лондон